# Mäuse
Die Mäuse (Mus) sind eine Nagetiergattung aus der Gruppe der Altweltmäuse (Murinae). Die Gattung umfasst knapp 40 Arten, von denen die Hausmaus die bekannteste und am weitesten verbreitete ist. Die meisten anderen Arten leben in Afrika sowie in Süd- und Südostasien.

## Merkmale

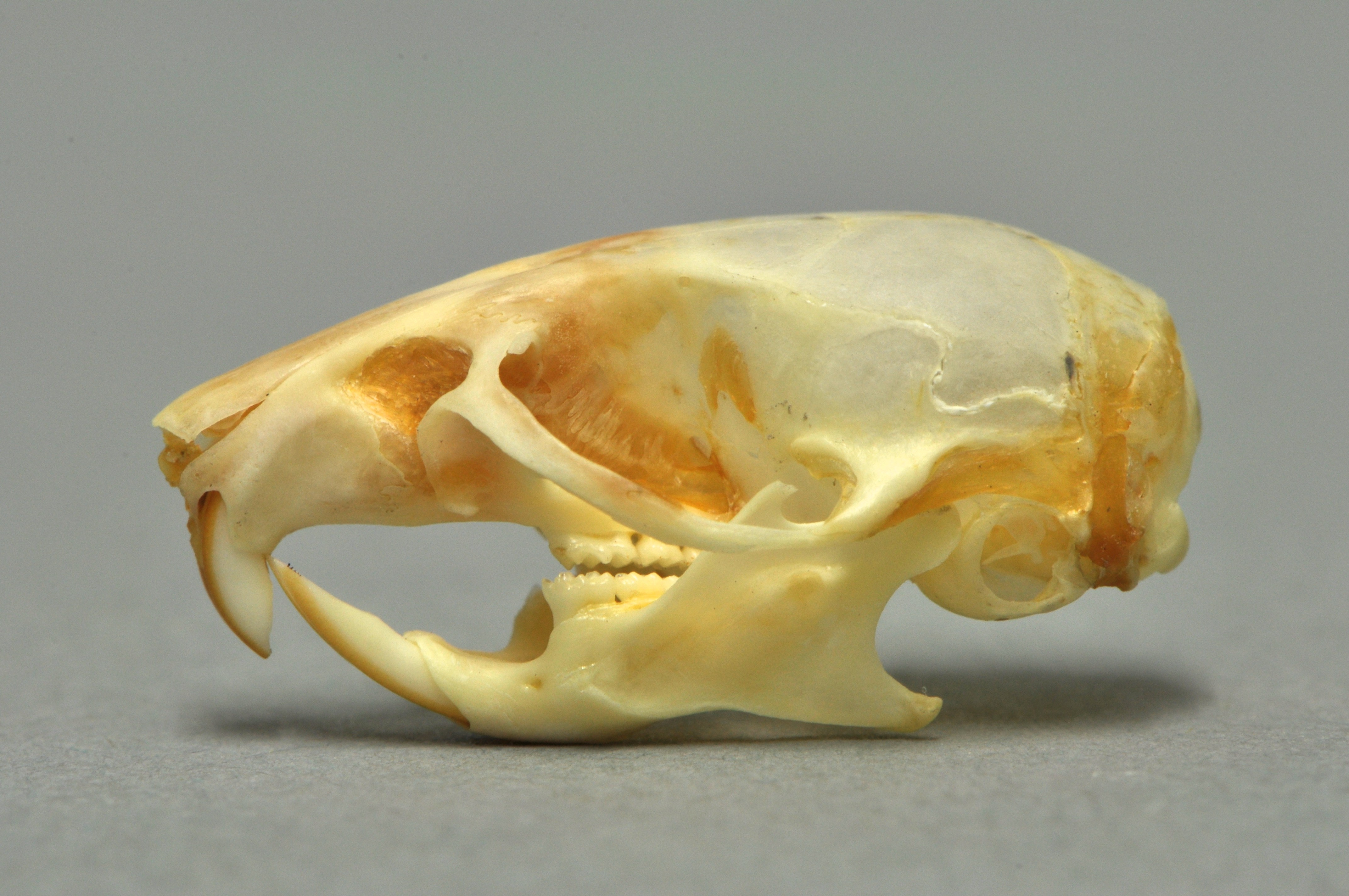
Schädel einer algerischen Hausmaus aus der Sammlung des Museums Wiesbaden

Mäuse erreichen eine Kopf-Rumpf-Länge von 4,5 bis 12,5 Zentimetern, hinzu kommt ein 3 bis 11 Zentimeter langer Schwanz. Das Gewicht, soweit bekannt, liegt zwischen 12 und 35 Gramm. Das Fell ist je nach Art weich, rau oder stachelig, seine Färbung reicht an der Oberseite von hellgrau über verschiedene Grau- und Brauntöne bis schwarzbraun, die Unterseite ist heller. Der Schwanz erscheint unbehaart, ist aber mit feinen Haaren bedeckt.

## Verbreitung und Lebensraum
Das ursprüngliche Verbreitungsgebiet umfasste offenbar Afrika, Südeuropa sowie weite Teile des südlichen und südöstlichen Asiens. Die Hausmaus hat im Gefolge des Menschen eine weltweite Verbreitung erlangt und lebt als einzige Art auch in Amerika und Australien. Mäuse kommen in verschiedenen Lebensräumen vor, darunter Wälder, Savannen, Grasländer und felsige Gebiete. Manche Arten haben sich aber derart auf ihre Rolle als Kulturfolger spezialisiert, dass man sie meistens in der Nähe menschlicher Behausungen findet. Neben der Hausmaus gilt dies für die Afrikanische Zwergmaus, in eingeschränktem Maße auch für die Reisfeldmaus und die Falbmaus.

## Lebensweise
Die wildlebenden Arten sind überwiegend nachtaktiv, die kulturfolgenden Arten hingegen können zu jeder Tages- und Nachtzeit aktiv sein. Sie sind überwiegend Bodenbewohner, können aber gut klettern sowie – zumindest im Fall der Hausmaus – auch schwimmen. Als Ruheplätze dienen ihnen Felsspalten, selbst gegrabene Erdbaue oder menschengemachte Unterschlupfe.
Mäuse ernähren sich von vielerlei pflanzlichen Materialien, etwa Samen, Wurzeln, Blätter und Stängel. Einige Arten fressen auch Insekten und andere Kleintiere, wenn verfügbar. Die kulturfolgenden Arten fressen jedes verfügbare menschliche Nahrungsmittel.

## Systematik

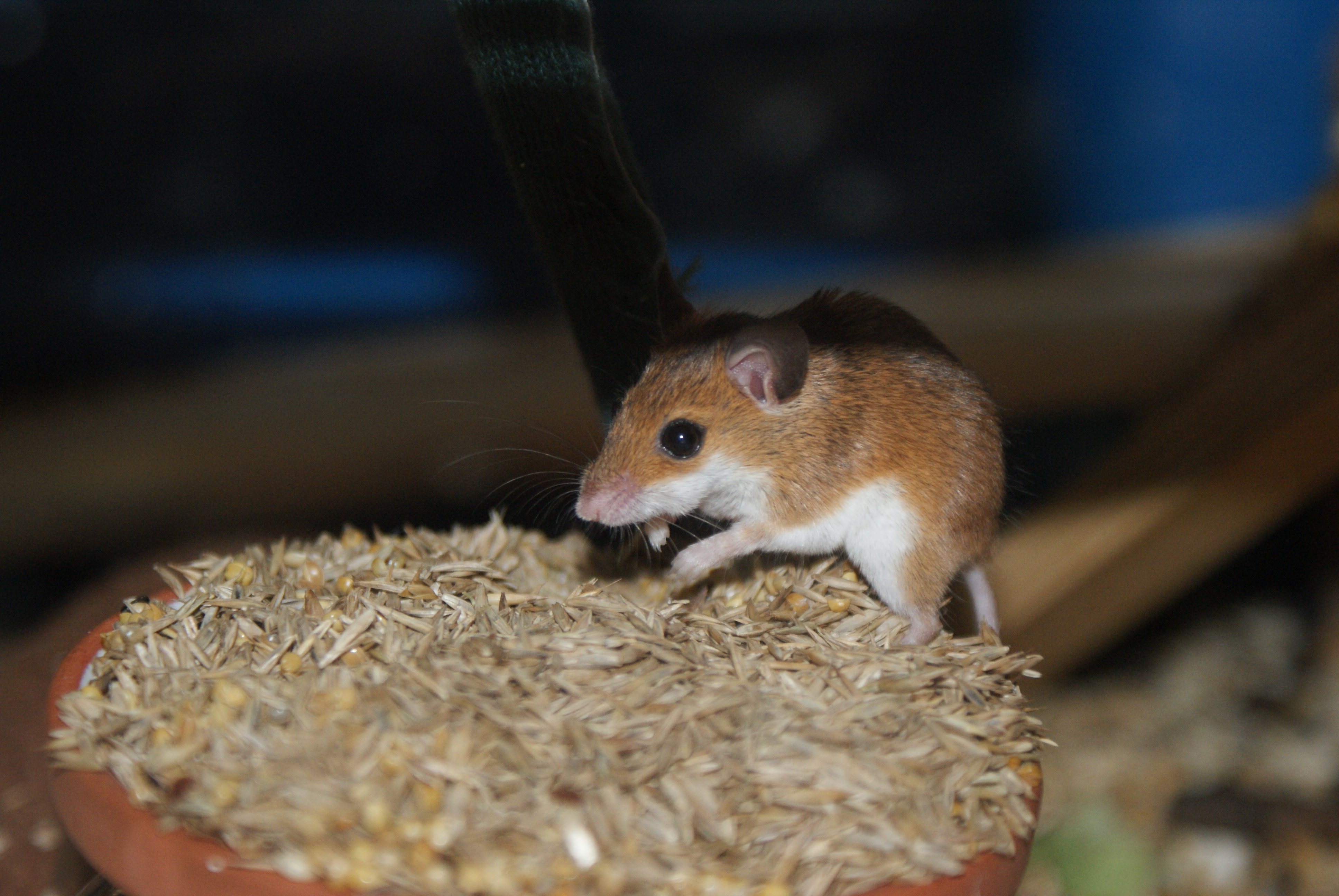
Mus musculoides, eine afrikanische Mäuseart

Wilson & Reeder (2005) führen die Mäuse als Namensgeber der Mus-Gattungsgruppe, die daneben noch die Äthiopische Streifenmaus (Muriculus imberbis) umfasst. Nach den genetischen Untersuchungen von Lecompte et al. (2008) bilden die Mäuse eine eigene Tribus, Murini, innerhalb der Altweltmäuse.
Insgesamt sind 39 Arten bekannt, die in 4 Untergattungen unterteilt werden können:
- Untergattung Mus
  - Die Kleine Indische Maus (Mus booduga) ist auf dem indischen Subkontinent verbreitet.
  - Die Reisfeldmaus (Mus caroli) bewohnt das südliche China und Südostasien.
  - Die Falbmaus (Mus cervicolor) ist bruchstückhaft vom nördlichen Indien bis Indonesien verbreitet.
  - Die Cook-Maus (Mus cookii) bewohnt das nördliche Süd- und Südostasien.
  - Die Zypern-Maus (Mus cypriacus) ist auf Zypern endemisch.
  - Die Südindische Maus (Mus famulus) kommt an der Südspitze Indiens vor.
  - Die Laos-Maus (Mus fragilicauda) ist von wenigen Fundorten in Thailand und Laos bekannt.
  - Die Makedonische Hausmaus (Mus macedonicus) lebt auf der Balkanhalbinsel und in Kleinasien.
  - Die Hausmaus (Mus musculus) lebte ursprünglich in Eurasien, hat aber im Gefolge des Menschen eine weltweite Verbreitung erreicht.
  - Die Ährenmaus (Mus spicilegus) ist im mittleren und östlichen Europa verbreitet.
  - Die Algerische Maus (Mus spretus) kommt im westlichen Mittelmeerraum, im nordwestlichen Afrika und den Balearischen Inseln  vor.
  - Die Erdfarbene Maus (Mus terricolor) ist auf dem indischen Subkontinent verbreitet.
- Untergattung Nannomys
  - Die Baoulei-Zwergmaus (Mus baoulei) kommt von Guinea bis Togo vor.
  - Die Krötenzwergmaus (Mus bufo) bewohnt ein kleines Gebiet am Ostafrikanischen Grabenbruch.
  - Die Callewaert-Zwergmaus (Mus callewaerti) lebt im Süden der Demokratischen Republik Kongo und in Angola.
  - Die Gounda-Zwergmaus (Mus goundae) ist nur von einem Fundort in der Zentralafrikanischen Republik bekannt.
  - Die Hausa-Zwergmaus (Mus haussa) bewohnt ein großes Gebiet in Westafrika.
  - Die Wüsten-Zwergmaus (Mus indutus) kommt in Trockengebieten im südlichen Afrika vor.
  - Die Mahomet-Zwergmaus (Mus mahomet) ist vom Äthiopischen Hochland bis Uganda und Kenia beheimatet.
  - Die Matthey-Zwergmaus (Mus mattheyi) lebt im westlichen Afrika von Senegal bis Ghana.
  - Die Afrikanische Zwergmaus (Mus minutoides) ist vom südlichen Sudan bis Südafrika verbreitet.
  - Die Temminck-Zwergmaus (Mus musculoides) bewohnt weite Teile des westlichen und mittleren Afrika.
  - Die Neave-Zwergmaus (Mus neavei) bewohnt Sambia und Südafrika, möglicherweise auch noch weitere Länder.
  - Die Südafrikanische Zwergmaus (Mus orangiae) kommt in höher gelegenen Gebieten in Südafrika und Lesotho vor.
  - Die Oubangui-Zwergmaus (Mus oubanguii) ist nur von einem Fundort in der Zentralafrikanischen Republik bekannt.
  - Die Peters-Zwergmaus (Mus setulosus) hat ein bruchstückhaftes Verbreitungsgebiet im westlichen und mittleren Afrika.
  - Die Setzer-Zwergmaus (Mus setzeri) ist aus Namibia, Botswana und Sambia bekannt.
  - Die Thomas-Zwergmaus (Mus sorella) lebt im Bereich des Ostafrikanischen Grabenbruchs.
  - Die Ostafrikanische Zwergmaus (Mus tenellus) bewohnt Trockengebiete vom Sudan und Äthiopien bis Tansania.
  - Die Tritonsmaus (Mus triton) ist im mittleren und östlichen Afrika verbreitet.
- Untergattung Coelomys
  - Die Sumatra-Zwergmaus (Mus crociduroides) lebt im westlichen Sumatra.
  - Die Mayor-Maus (Mus mayori) ist auf Sri Lanka endemisch.
  - Die Sikkim-Maus (Mus pahari) lebt in weiten Teilen Südostasiens.
  - Die Java-Zwergmaus (Mus vulcani) kommt nur in Gebirgsregionen im westlichen Java vor.
- Untergattung Pyromys
  - Die Ceylon-Stachelzwergmaus (Mus fernandoni) ist auf Sri Lanka endemisch.
  - Die Phillips-Stachelzwergmaus (Mus phillipsi) lebt in Indien.
  - Die Flachkopf-Stachelzwergmaus (Mus platythrix) bewohnt das mittlere und südliche Indien.
  - Die Felsenstachelmaus (Mus saxicola) bewohnt den indischen Subkontinent.
  - Die Shortridge-Stachelmaus (Mus shortridgei) kommt im nördlichen Südostasien vor.

Die Algerische Maus, die Makedonische Hausmaus, die Ährenmaus und die Zypern-Maus wurden lange als Unterarten der Hausmaus angesehen, erst durch jüngere morphologische und biochemische Analysen wurde ihre Eigenständigkeit erwiesen.

## Gefährdung
Die meisten Mäusearten sind häufig und nicht gefährdet. Einige Arten mit kleinem Verbreitungsgebiet zählen jedoch zu den bedrohten Arten. Die IUCN listet 2022 M. famulus und M. fernandoni als „stark gefährdet“ (endangered) sowie M. mayori als „gefährdet“ (vulnerable). Für  M. callewaerti, M. crociduroides, M. goundae, M. neavei und M. oubanguii liegen zu wenig Daten vor  und werden als (data deficient) gelistet.